# Sabatierit
A sabatierit egy tallium tartalmú ásvány, képlete (Cu6TlSe4). Előfordul Csehországban. Nevét Germain Sabatier francia minearológusról kapta.
A sabatierit egy szulfid. A Nemzetközi Ásványtani Szövetség 1976-ban hagyta jóvá érvényes fajtaként. Az ortorombikus rendszerben kristályosodik.  Keménysége a Mohs-skálán 2,5.

## Fordítás
Ez a szócikk részben vagy egészben  a   Sabatierite című angol Wikipédia-szócikk fordításán alapul.  Az eredeti cikk szerkesztőit annak laptörténete sorolja fel. Ez a jelzés csupán a megfogalmazás eredetét és a szerzői jogokat jelzi, nem szolgál a cikkben szereplő információk forrásmegjelöléseként.